# Lento Goffi
Pour les articles homonymes, voir Goffi.
Lento Goffi (né le 15 novembre 1923 à Chiari et mort le 14 janvier 2008 à Brescia) est un écrivain, poète,, critique littéraire et journaliste italien, qui a réalisé son œuvre principalement en Lombardie, dans la région de Brescia. Il est un représentant de la quatrième génération de la Ligne lombarde.

## Biographie
Né en 1923 dans une famille antifasciste, Lento Goffi fréquente le lycée Arnaldo (it) et obtient son diplôme en Lettres à l'université de Milan ; il est ensuite professeur dans différents instituts de Brescia.
Il était marié à Elisa Marchina avec laquelle il a eu un fils, Giorgio.
Il a publié, entre autres, dans la revue Il Bruttanome. 
Lento Goffi meurt en 2008 dans une maison de retraite à Brescia.

## Œuvres
- 1962 : Lunarietto (Il Bruttanome)
- 1964 : Cinque poesie e una prosa (Sigma (it))
- 1968 : Dalla Marca d'Oriente (Scheiwiller)[7]
- 1971 : Un'isola, sì con sei incisioni di Franca Ghitti (L.N.C.)
- 1974 : Evasivamente flou (Libri Scheiwiller (it))
- 1979 : Cronachetta con sei incisioni di Franca Ghitti (Scheiwiller)
- 1981 : Un sabato di febbraio (Società di poesia)[8]
- 1984 : L'attimo incolore con tre acqueforti di Giovanni Repossi (Il Farfengo)
- 1986 : Diario per l'assente (Lo Specchio (it),  Mondadori)
- 1991 : L'amata Phegea (La Quadra)
- 1994 : Per orbite interne (La Quadra)